# Heat Shield Rock
Meridiani Planum
«  Meridiani Planum (météorite) » redirige ici. Pour les autres significations, voir Meridiani Planum.
Pour les articles homonymes, voir Heat, Shield et Rock.
Heat Shield Rock est une météorite de fer découverte sur Mars par le rover Opportunity de la mission Mars Exploration Rover le 6 janvier 2005. En octobre 2005, la météorite a été officiellement nommée Meridiani Planum par la Meteoritical Society, les météorites étant habituellement nommées d'après le site où elles sont trouvées,. Cette météorite est la première découverte sur une autre planète et l'une des premières sur un autre corps du système solaire - après notamment Bench Crater et Hadley Rille trouvées sur la Lune lors de missions Apollo.
Après avoir étudié le cratère Endurance, Opportunity arrive en janvier 2005 sur le site où se trouve son bouclier thermique (en anglais : heat shield) afin de l'examiner. C'est à cette occasion qu'il découvre par hasard la météorite située à proximité.

## Caractéristiques

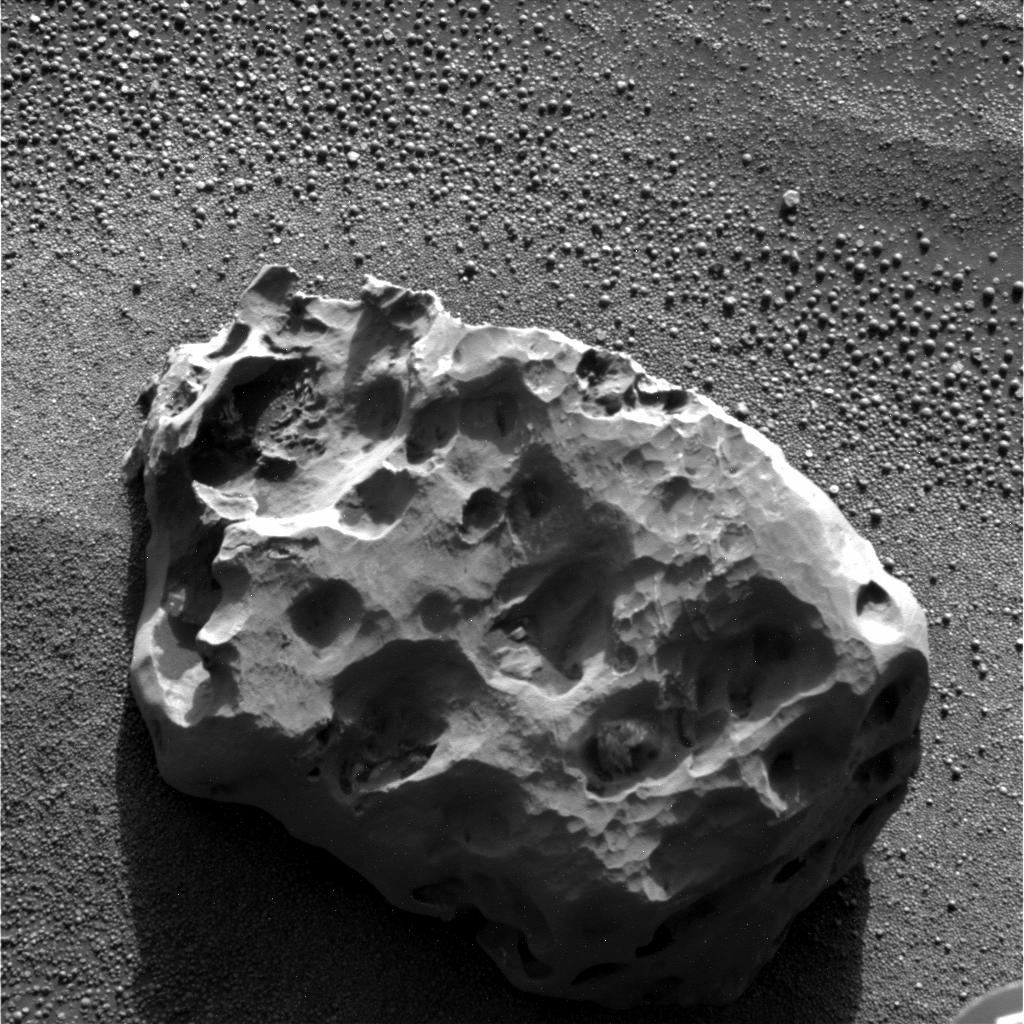
Image prise par le rover Opportunity de la météorite

Les mesures in-situ de sa composition ont été faites en utilisant le spectromètre APXS du rover et indiquent une composition à 93 % Fe, 7 % Ni, avec des traces de Ge (~ 300 ppm) et Ga (< 100 ppm). Les spectres Mössbauer montrent que le fer est principalement sous forme métallique, ce qui confirme que c'est bien une météorite ferreuse, composée de kamacite et de nickel à 5-7 %. Ceci correspond à la classification des météorites de fer de type IAB. La surface de la météorite montre des regmaglyptes ainsi que des cavités formées par l'ablation d'une météorite lors de la rentrée atmosphérique et qui est caractéristique des météorites.
Meridiani Planum, la plaine de Mars où cette météorite a été découverte, était probablement autrefois recouverte d'une couche de matériau d'une épaisseur de près de 1 km, qui a par la suite été érodée. Ainsi l'impact de cette météorite aurait généré un cratère mais celui-ci pourrait avoir par la suite été effacé par des millions, voire des milliards d'années d'érosion. La météorite ne présente pas par ailleurs de signe significatif de rouille ou d'érosion.
Coordonnées sur Mars : 1° 54′ 0″ S, 354° 30′ 0″ E

## Autres météorites découvertes sur Mars
Depuis son arrivée sur Mars, en 2004, Opportunity a découvert cinq météorites :
- Heat Shield Rock (6 janvier 2005, env. 30 cm de long) ;
- Block Island (17 juillet 2009, 67 cm de long) ;
- Shelter Island (1er octobre 2009, 27 cm de long) ;
- Mackinac Island (13 octobre 2009, env. 30 cm de long) ;
- Oileán Ruaidh (21 septembre 2010, 45 cm de long).

La 2e, la 3e et la 4e sont localisées dans la même zone, à une dizaine de kilomètres au sud de la 1re.
Deux roches découvertes le 12 avril 2006 par Spirit sont probablement des météorites :
- Allan Hills ;
- Zhong Shan.

L'unique météorite découverte par Curiosity est de loin la plus grande :
- Lebanon (25 mai 2014, env. 2 m de long).